# المجلس الدولي لمعلومات الأغذية
تأسس المجلس الدولي لمعلومات الأغذية (الإنجليزية: International Food Information Council) (IFIC) عام 1985، وهو منظمة غير ربحية تدعمها صناعات الأغذية والمشروبات والزراعة. يعد المجلس ذراع العلاقات العامة لصناعات الأغذية والمشروبات والزراعة، والتي توفر الجزء الأكبر من تمويلها." يتم توليد الغالبية العظمى من إيرادات المنظمة من خلال رسوم العضوية. يتألف أعضاء المجلس من شركات تعمل في مجال الأغذية والمبيعات المرتبطة بها، وشركات مثل موردي التعبئة والتغليف والمعدات، ومقدمي الخدمات، وشركات التصميم، ومنظمات التفتيش/الاختبار، وشركات التعليب/التعبئة، المهتمة بقضايا التغذية وسلامة الأغذية، والمنظمات غير الصناعية، مثل مؤسسات البحث والمؤسسات والجمعيات، المهتمة بقضايا التغذية وسلامة الأغذية.

## انظر ايضا
- الأطعمة فائقة المعالجة